# Dispositivo de alarma
Un dispositivo de alarma da una señal de advertencia audible, visual o de otra forma sobre un problema o situación anormal. Las alarmas están usualmente equipadas con una sirena.
Los dispositivos de alarma incluyen:

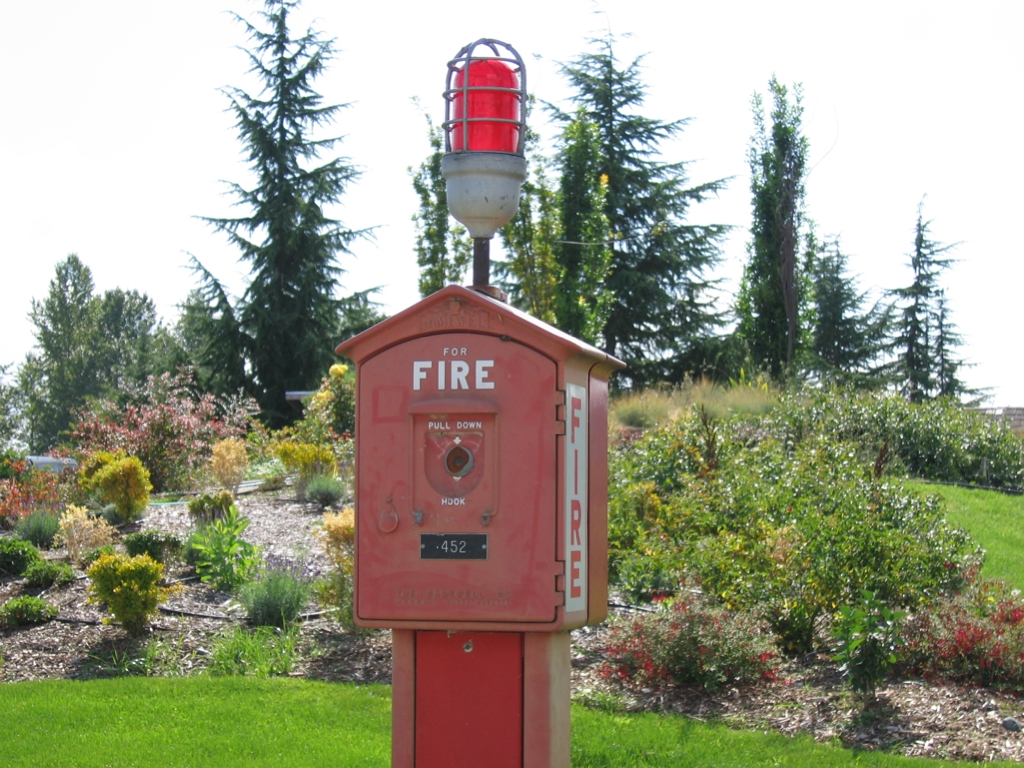
Alarma de incendio en el Parque Magnuson, Washington (Estados Unidos).

- Alarma de incendio en el Parque Magnuson, Washington (Estados Unidos).Alarmas de incendio, que alertan del inicio de un incendio en una casa o edificio.

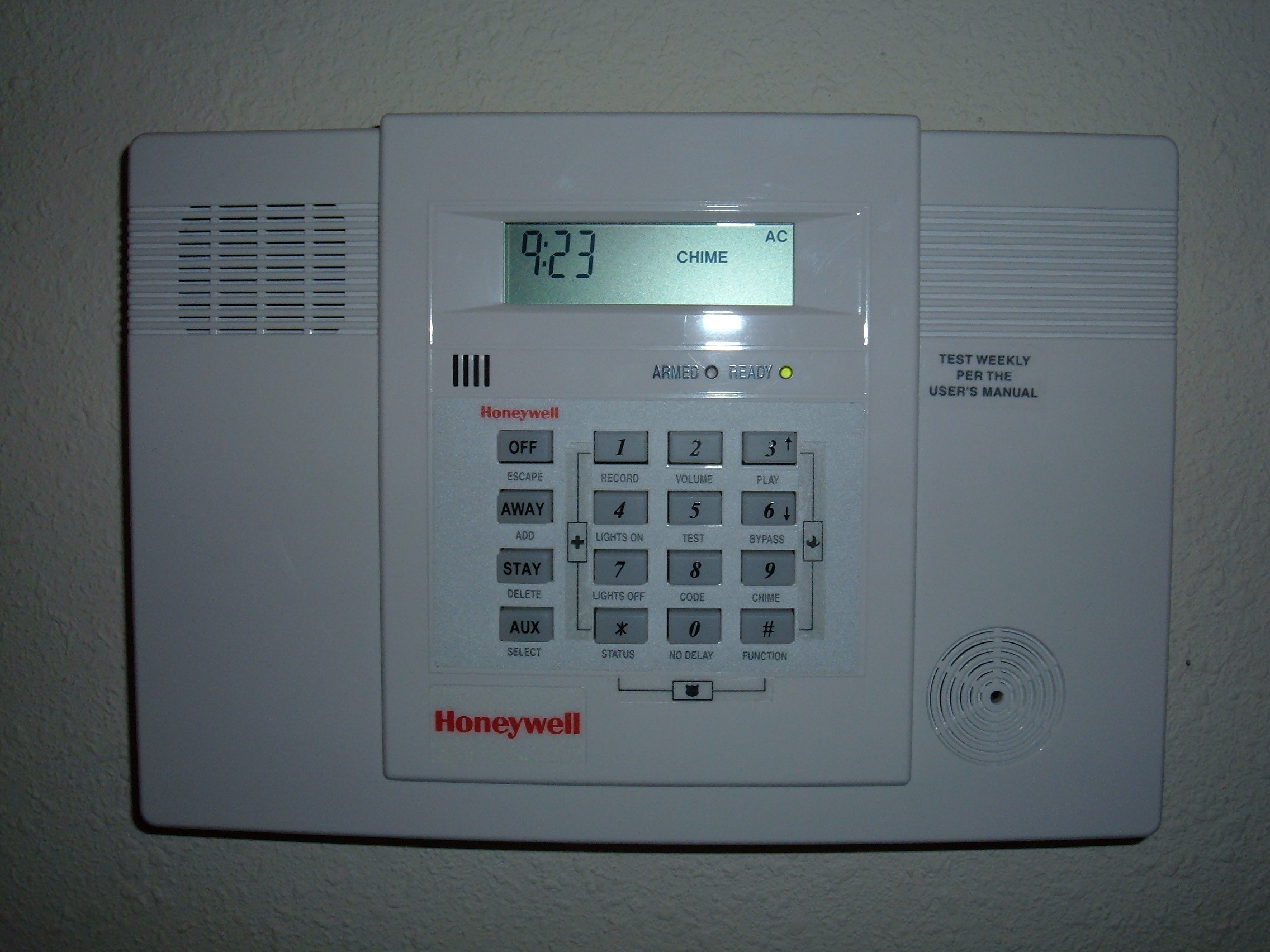
Panel de control de una alarma antirrobo.

- Panel de control de una alarma antirrobo.Sistemas de alarma antirrobo, diseñados para advertir de una intrusión, fuego, o cualquier situación anormal para el usuario.
- Alarmas de automóvil, que advierten del robo de un vehículo.
- Los relojes despertadores pueden pitar, zumbar o timbrar como una alarma a una hora programada para despertar una persona o hacer otros recordatorios.
- Los sistemas de control distribuido (DCS por sus siglas en inglés), encontrados en plantas nucleares, refinerías y facilidades químicas también generan alarmas para llamar la atención del operador en caso de un evento que necesita ser atendido.
- Alarmas de seguridad pública, que alertan a los ciudadanos de una condición peligrosa. Las alarmas comunes de seguridad pública incluyen:

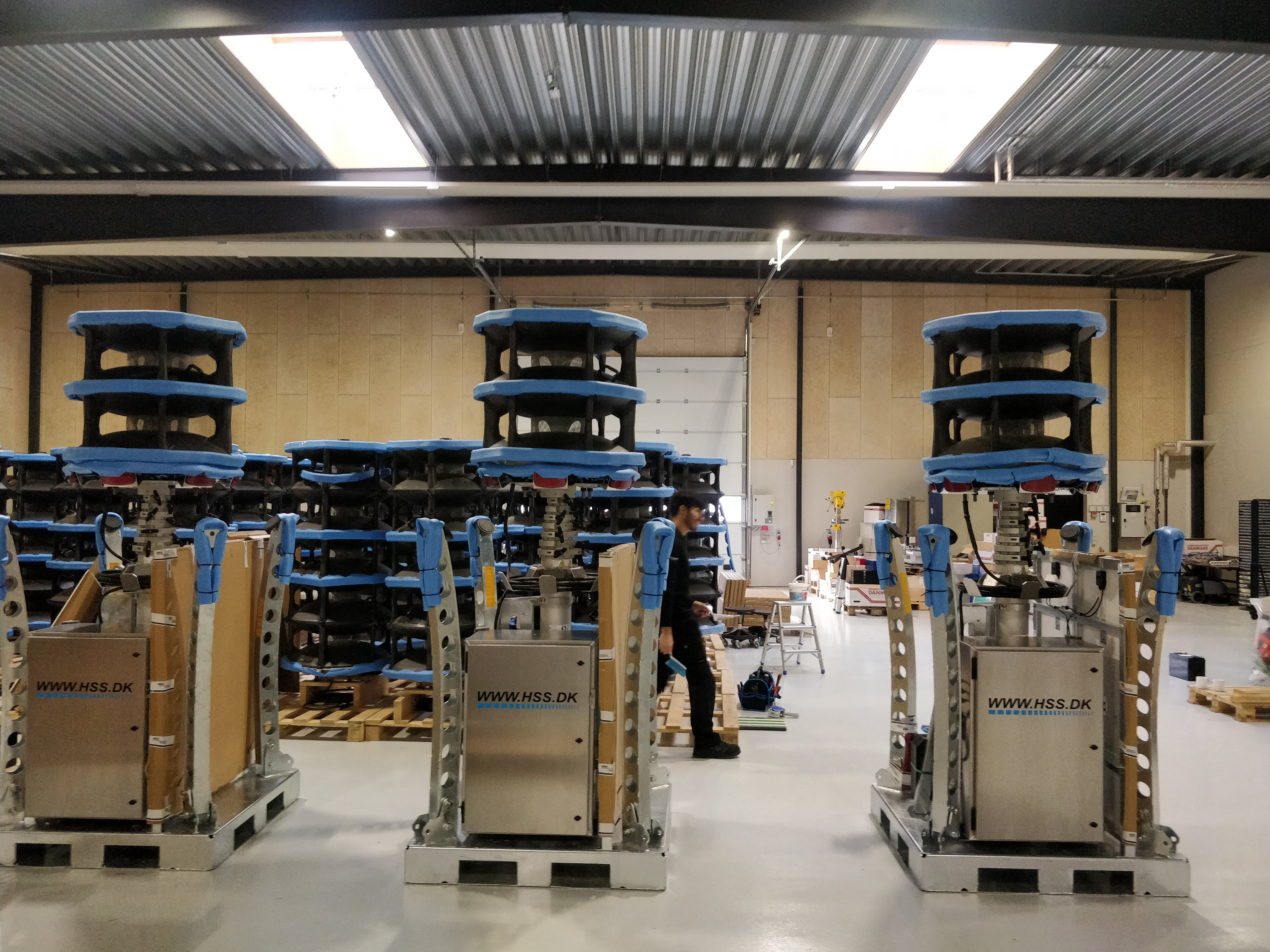
Sirenas de alerta volcánica en forma de alarma móvil.

  - Sirenas de alerta volcánica en forma de alarma móvil.Sirenas de defensa civil, también conocidas como sirenas de tornado o sirenas de ataque aéreo.
  - Alarmas personales, que alertan de asaltos contra una persona.

Las alarmas tienen la capacidad de causar una reacción de lucha o huida en los humanos; una persona en este estado entrará en pánico y ya sea escapar del peligro o intentar eliminarlo, ignorando el pensamiento racional. Una persona en ese estado puede ser caracterizada como alarmada.
Con cualquier tipo de alarma, existe la necesidad de balancear las falsas alarmas (llamadas "falsos positivos") — la señal activándose sin problema alguno — y la falla al alertar un problema real (llamado "falso negativo"). Las falsas alarmas pueden gastar recursos y pueden ser peligrosas. Por ejemplo, falsas alarmas de incendio pueden desperdiciar tiempo valioso de los bomberos, haciéndoles indisponibles para un incendio de verdad. Adicionalmente, el exceso de falsas alarmas puede causar que las personas ignoren las señales de alarma, esto les puede hacer ignorar una emergencia de verdad: La fábula El pastor mentiroso de Esopo ejemplifica este problema.

## Etimología
La palabra viene del antiguo grito francés A l'arme que significa "A las armas", alertando a los hombres armados para que se preparen para la acción, porque puede haber aparecido un enemigo.